# Ozarba lepida
Ozarba lepida is een vlinder van de familie van de uilen (Noctuidae). De wetenschappelijke naam van deze soort is voor het eerst voorgesteld door Max Saalmüller in een publicatie uit 1891.
De soort komt voor in Eritrea, Ethiopië, Kenia, Malawi en Madagaskar.